# Liborio Guarulla
Liborio Guarulla Garrido (* 23. Juli 1954 in La Isleta, Bundesstaat Amazonas, Venezuela) ist ein venezolanischer Politiker. Er gehört der indigenen Ethnie der Baniva an. Seit dem Jahr 2001 ist er Regierungschef des venezolanischen Bundesstaates Amazonas.

## Politik
Er ist Mitbegründer der 2012 gegründeten sozialdemokratischen Partei Movimiento Progresista de Venezuela (MPV) (deutsch „Progressive Bewegung Venezuelas“). Die MPV ist Teil des sozial-liberalen Bündnisses MUD (deutsch „Tisch der demokratischen Einheit“). Am 16ten Dezember 2012 siegte er bei den Bundesstaatswahlen über den Gegenkandidaten der regierenden PSUV (deutsch „Vereinigte Sozialistische Partei Venezuelas“).

## Dabukuri-Fluch
Am 7. Mai 2017 wurde er im Rahmen der Verfassungskrise und der Proteste in Venezuela 2014–2017 von der venezolanischen Bundesregierung für 15 Jahre von politischen Ämtern ausgeschlossen. Im Vorfeld war auch der zweimalige Präsidentschaftskandidat und aktuelle Regierungschef des Bundesstaates Miranda Henrique Capriles für 15 Jahre von sämtlichen politischen Ämtern ausgeschlossen worden.
Als Reaktion auf die Maßnahme der Zentralregierung kündigte Liborio Guarulla daraufhin an, den Entscheidungsträgern der venezolanischen Zentralregierung den Fluch des Dabukuri aufzulegen:
«Wenn sie Macht haben, dann haben auch wir Macht. Ich werde meine Ahnen und Schamanen rufen, damit der Fluch des Dabukuri jene trifft, die uns Böses wollen, ich versichere ihnen, dass sie nicht ohne Bedrängnis sterben werden. Ich versichere ihnen, dass sie vor ihrem Tod leiden werden und ihre Seele durch die dunkelsten und verpestetesten Orte irren wird, bevor sie in irgendeiner Form ihre Augen schließen werden können».

## Proteste 2019
Auf einer Demonstration für die Öffnung der Grenze am 12. Februar 2019, um Hilfsgüter ins Land zu lassen, wie es das Parlament und der Interimspräsident Juan Guaidó gefordert hatten, wurde Guarulla von der ARD interviewt.
«Wir Indigenen haben die sozialistische Regierung unterstützt, als sie vor 20 Jahren anfing. Es ging um mehr Demokratie.»
«Wir hätten nicht gedacht, dass daraus eine Diktatur würde. Unsere Götter wollen, dass wir das Land ändern, damit ein Zusammenleben wieder möglich ist. Die Wende wird kommen. Leider zeichnet sich ein dramatisches Ende ab. Diktatoren sind Tölpel und dumm. Ihr Abgang muss immer blutig sein.».